# Jacana's
De jacana's (Jacanidae) zijn een familie van tropische watervogels. De familie bestaat uit zes geslachten met in totaal acht soorten.

## Taxonomie
De familie Jacanidae werd in 1854 geïntroduceerd door Jean-Charles Chenu en Marc des Murs. Zij gebruikten de spelling "Jacaneinae".        De moderne spelling "Jacanidae" werd gebruikt door Leonhard Stejneger in 1885. 

## Kenmerken
Deze langhalzige moerasvogels worden vooral gekenmerkt door hun zeer lange tenen en nagels, waarmee de spanwijdte van hun voeten net zo groot wordt als de vogels zelf. Dit maakt het hen mogelijk om over drijvende waterplanten te lopen.
De wijfjes zijn groter dan de mannetjes, die het broeden voor hun rekening nemen. De geslachten verschillen verder niet in uiterlijk. Ze hebben lange, spitse vleugels, die een hoornspoor bevatten als wapen.

## Leefwijze
Het voedsel van de jacana bestaat voornamelijk uit ongewervelden zoals insecten.

## Sage
De jacana speelt een belangrijke rol in een oude sage/fabel die wordt verteld in Bangladesh. Op een dag vindt de jacana een xylofoon in het struikgewas. Hij merkt dat er muziek op gespeeld kan worden als hij met zijn snavel de toetsen aanraakt. Hierop besluit hij het instrument mee te nemen naar zijn nest. Hij neemt het hiervoor in zijn snavel en vliegt over het moeras. Hierbij verliest hij echter een toets. Hij besluit deze later te gaan zoeken en eerst het instrument naar zijn nest te brengen. Als hij vervolgens gaat zoeken, weet hij niet meer waar de toets is gevallen.
Hierdoor lijkt het alsof de jacana nog steeds op zoek is naar de toets als hij door het moeras loopt.

## Taxonomie
- Geslacht Actophilornis (2 soorten: lelieloper en Madagaskarjacana)
- Geslacht Hydrophasianus (1 soort: waterfazant)
- Geslacht Irediparra (1 soort: Australische jacana)
- Geslacht Jacana (2 soorten: Jacana en leljacana)
- Geslacht Metopidius (1 soort: bronsvleugeljacana)
- Geslacht Microparra (1 soort: dwergjacana)

Vechtkwartels · Jacana's · Goudsnippen · Krabplevieren · Scholeksters · Ibissnavels · Steltkluten en kluten · Grielen · Renvogels en vorkstaartplevieren · Kieviten en plevieren · Magelhaenplevieren · Strandlopers en snippen · Kwartelsnippen · Trapvechtkwartels · Goudsnippen · IJshoenders · Jagers ·Pluvianidae (krokodilwachter) · Meeuwen, schaarbekken en sterns · Alken